# Kenseitō
Kenseitō (jap. 憲政党; pol. Partia Konstytucjonalistów, 1898–1900) – japońska partia polityczna z okresu Meiji.

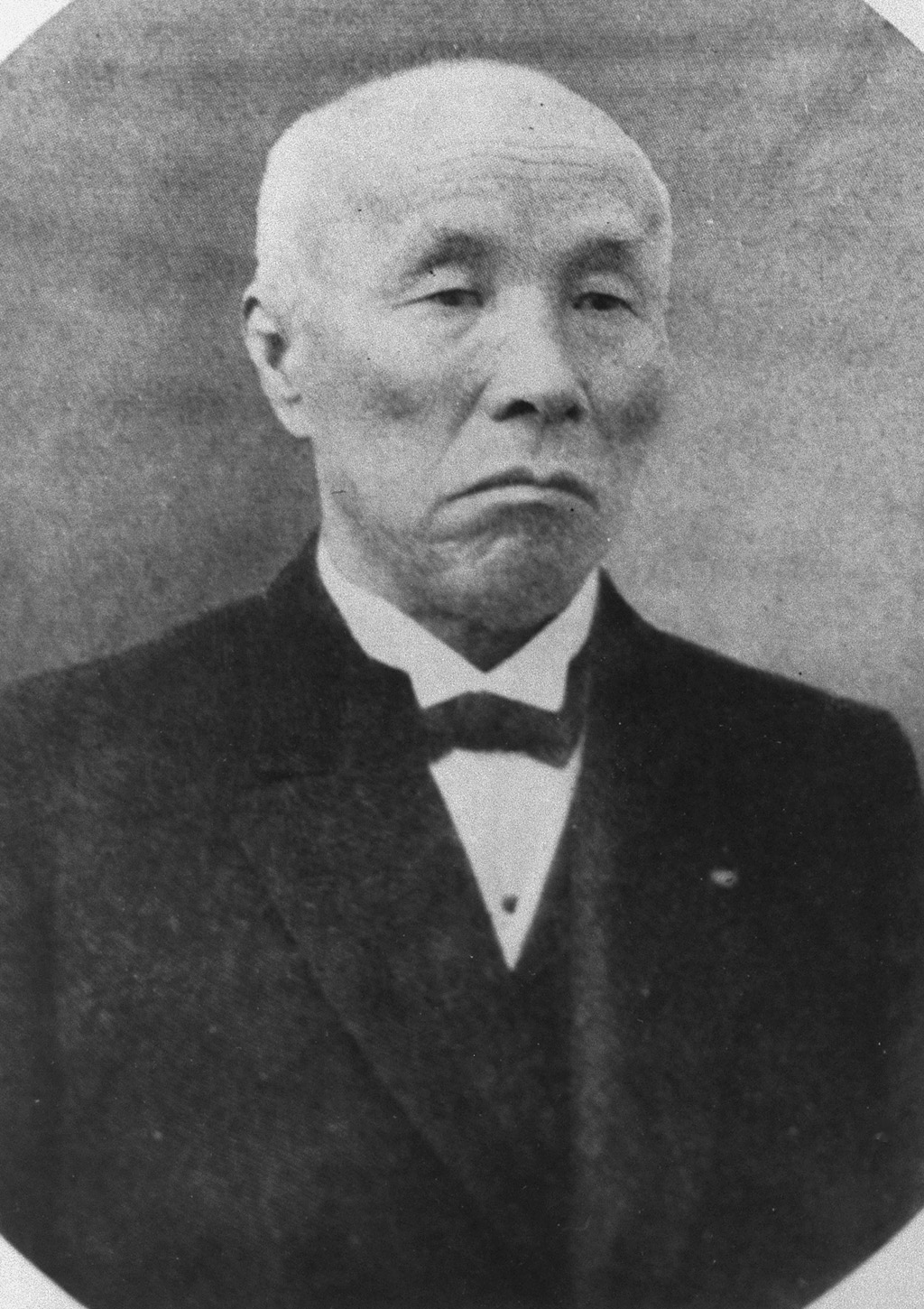
Shigenobu Ōkuma, lider Kenseitō

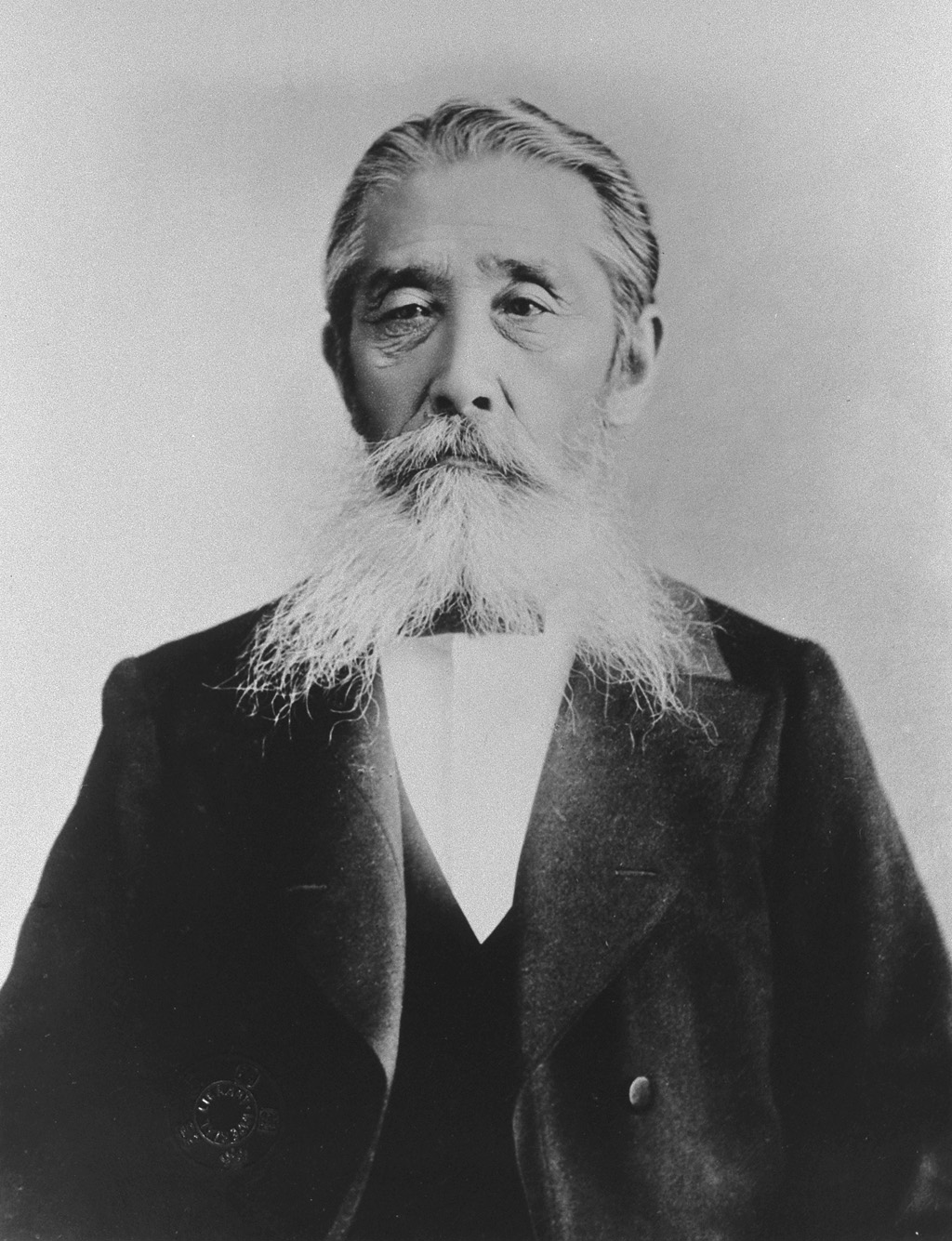
Taisuke Itagaki, przywódca Jiyūtō

Kenseitō została założona w czerwcu 1898 r. w wyniku połączenia się Shimpotō (Partia Postępu) z Shigenobu Ōkumą (1838–1922) na czele i Jiyūtō (Partia Liberalna) pod przewodnictwem Taisuke Itagakiego (1837–1919). 
Liderem nowej partii został Ōkuma. Po upadku rządu Hirobumiego Itō, Ōkuma objął stanowisko premiera Japonii, a w wyborach Kenseitō zdobyła większość mandatów w Izbie Reprezentantów – niższej izbie japońskiego parlamentu (Zgromadzenia Narodowego). Członkowie byłego Jiyūtō nie byli jednak usatysfakcjonowani podziałem stanowisk w nowym rządzie, zarzucając Ōkumie faworyzowanie przy ich podziale ludzi z Shimpotō. Kryzys pogłębiał się, członkowie dawnego Jiyūtō włączyli się do kampanii ugrupowań konserwatywnych przeciwko ministrowi edukacji Yukio Ozakiemu, zarzucając mu promowanie republikanizmu. Pomimo rezygnacji Ozakiego ze stanowiska, frakcja Jiyūtō nie powstrzymała się od dalszej krytyki rządu i w krótkim czasie doszło do rozpadu sojuszu i upadku gabinetu.
Po rozpadzie, posłowie z dawnego Jiyūtō, założyli ugrupowanie Nowe Kenseitō, ponownie wybierając Itagakiego na przewodniczącego. Rok później, we wrześniu 1900 r. przekształcili się w partię Rikken Seiyūkai (Konstytucyjne Stowarzyszenie Przyjaciół Polityki, 1900–1940), na której czele stanął Hirobumi Itō. 
Deputowani, którzy pozostali lojalni wobec Ōkumy, zreorganizowali się w listopadzie 1898 r. w Kensei Hontō (Prawdziwa Partia Konstytucjonalistów, 1898–1910), jednak część z nich opuściła partię, po poparciu planów podwyżki podatków, forsowanych przez czwarty rząd Itō, które miały pokryć wydatki wojenne związane z udziałem Japonii w tłumieniu chińskiego powstania bokserów.
W 1903 r. dawnych koalicjantów ponownie połączyła wspólna sprawa. Kensei Hontō i Rikken Seiyūkai zawiązały koalicję, która miała sprzeciwić się rządowi Tarō Katsury. W 1907 r. Ōkuma zrezygnował z funkcji prezesa. W następnych wyborach, przeprowadzonych w 1909 r., Kensei Hontō otrzymała jedynie 65 mandatów, wobec 204, które otrzymała Rikken Seiyūkai.